# 1-й армейский корпус (вермахт)
1-й армейский корпус (нем. I. Armeekorps), соединение вермахта, сформирован 26 августа 1939 года (штаб корпуса был создан весной 1935 года).

## Боевой путь корпуса
В сентябре-октябре 1939 года — участие в Польской кампании.
В мае-июне 1940 года — участие в захвате Нидерландов, Бельгии, Франции.
С 22 июня 1941 года — участие в Великой Отечественной войне, в составе группы армий «Север». Бои в Литве, Латвии, Эстонии, под Ленинградом.
В 1942 — бои в районе Волхова.
В конце 1943 — бои в районе Невеля.
В 1944 — отступление в Латвию. С осени 1944 — в Курляндском котле.
9 мая 1945 года — сдался советским войскам после капитуляции Германии.

## Состав корпуса
В сентябре 1939:
- танковая дивизия «Кемпф»
- 11-я пехотная дивизия
- 61-я пехотная дивизия

В 1940:
- 1-я пехотная дивизия
- 11-я пехотная дивизия

В июне 1941:
- 1-я пехотная дивизия
- 11-я пехотная дивизия
- 21-я пехотная дивизия

В январе 1942:
- 11-я пехотная дивизия
- 21-я пехотная дивизия
- 254-я пехотная дивизия
- 291-я пехотная дивизия

В январе 1943:
- 24-я пехотная дивизия
- 121-я пехотная дивизия
- 28-я лёгкая пехотная дивизия

В марте 1944:
- 87-я пехотная дивизия
- 205-я пехотная дивизия
- 281-я охранная дивизия

В марте 1945:
- 132-я пехотная дивизия
- 218-я пехотная дивизия

## Командующие корпусом
- С 26 августа 1939 — генерал артиллерии Вальтер Петцель
- С 26 октября 1939 — генерал пехоты Куно фон Бот
- С 1 апреля 1943 — генерал пехоты Отто Вёлер
- С 15 августа 1943 — генерал пехоты Мартин Гразе
- С 1 января 1944 — генерал пехоты Карл Хильперт
- С 20 января 1944 — генерал-лейтенант Вальтер Хартман
- С 1 апреля 1944 — генерал пехоты Карл Хильперт
- С 1 августа 1944 — генерал пехоты Теодор Буссе
- С 20 января 1945 — генерал пехоты Фридрих Фангор
- С 21 апреля 1945 — генерал-лейтенант Кристиан Узингер